# Église catholique en Moldavie
L'Église catholique en Moldavie (en roumain : « Biserica catolică din Moldova »), désigne l'organisme institutionnel et sa communauté locale ayant pour religion le catholicisme en Moldavie.
L'Église en Moldavie appartient à une unique juridiction épiscopale, le diocèse de Chișinău, qui n'est pas soumis à une juridiction nationale au sein d'une église nationale mais qui est une Église particulière exemptée immédiatement soumise à la juridiction universelle du pape, évêque de Rome, au sein de l'« Église universelle ».
Le diocèse de Chișinău rassemble les treize paroisses situées en Moldavie.
En étroite communion avec le Saint-Siège, l'évêque du diocèse de Chișinău est membre d'aucune instance de concertation.
La Moldavie n'a plus de religions d'État ni officielles depuis son indépendance (1991) et autorise, l'Église catholique, comme le stipule la constitution moldave de 1994 dans son article 31 :
- Alinéa 2 : « Les cultes religieux sont libres et ils s'organisent selon leurs propres statuts, dans les conditions fixées par la loi. » ;
- Alinéa 3 : « Dans les relations entre les cultes religieux sont interdites toutes manifestations de discorde. » ;
- Alinéa 4 : « Les cultes religieux sont autonomes, séparés de l'État et jouissent de son soutien, y compris par les facilités accordées pour donner une assistance religieuse dans l'armée, dans les hôpitaux, dans les établissements pénitentiaires, dans les asiles et dans les orphelinats. »[5];

L'Église catholique est une communauté religieuse ultra-minoritaire dans une population de 2,8 millions d'habitants lors du recensement de 2014, avec seulement 2 745 catholiques (0,1 %), après les orthodoxes (90,14 %), les Témoins de Jéhovah (0,62 %), les pentecôtistes (0,36 %), les adventistes du septième jour (0,32 %), les sans-religion (0,21 %) et les chrétiens selon l’évangile (0,17 %).